# Edward Alexander
Edward Alexander, conosciuto anche come Ed Alexander (Ogdensburg, 2 maggio 1886 – Dearborn, 15 agosto 1964), è stato un attore statunitense che lavorò nel cinema negli anni dieci del Novecento, all'epoca del muto. Nella sua carriera, durata fino al 1920, prese parte a oltre una quarantina di film, spesso nel ruolo del protagonista o in quello di un comprimario.
Lavorò per diverse compagnie produttive, da piccole realtà come la Santa Barbara Films, a case come la Independent Moving Pictures, la Metro Pictures Corporation, la Vitagraph Company of America e la Famous Players-Lasky Corporation.

## Filmografia
- The Great Ganton Mystery - cortometraggio (1913)
- Why Rags Left Home, regia di Harry A. Pollard - cortometraggio (1913)
- Robinson Crusoe, regia di Otis Turner - cortometraggio (1913)
- While the Children Slept - cortometraggio (1913)
- The Little Skipper - cortometraggio (1913)
- Uncle Tom's Cabin, regia di Otis Turner - cortometraggio (1913
- Mother - cortometraggio (1913
- The Kid - cortometraggio (1913)
- Playmates - cortometraggio (1913)
- The Faith of Two, regia di Edwin August - cortometraggio (1914)
- The Spy, regia di Otis Turner (1914)
- The Only Way, regia di Donald MacDonald – cortometraggio (1914)
- Goaded by Jealousy, regia di William Robert Daly - cortometraggio (1915)
- The Curse of the Black Pearl - cortometraggio (1915)
- The Greater Power - cortometraggio (1915)
- The Bait, regia di William Bowman (1916)
- The Heart of Tara, regia di William Bowman (1916)
- The Chosen Prince, or The Friendship of David and Jonathan, regia di William V. Mong (1917)
- North of Fifty-Three, regia di Richard Stanton, William Desmond Taylor (1917)
- The Wild Strain, regia di William Wolbert (1918)
- The Girl from Beyond, regia di William Wolbert (1918)
- No Man's Land, regia di Will S. Davis (1918)
- In Judgment of..., regia di George D. Baker, Will S. Davis (1918)
- By the World Forgot, regia di David Smith (1918)
- Tucson Jennie's Heart - cortometraggio (1918)
- Secret Marriage, regia di Tom Ricketts (1919)
- The Island of Intrigue, regia di Henry Otto (1919)
- Putting It Over, regia di Donald Crisp (1919)
- Love Insurance, regia di Donald Crisp (1919)
- The Heart of Youth, regia di Robert G. Vignola (1919)
- The Saphead, regia di Herbert Blaché, Winchell Smith (1920)